# Liaoning (vliegdekschip)
De Liaoning (Chinees: 中国人民解放军海军辽宁舰; Hanyu pinyin: Zhōngguó Rénmín Jiěfàngjūn Hǎijūn Liáoníng Jiàn), is een vliegdekschip van de Chinese marine. Het schip is genoemd naar de provincie Liaoning, waar het is verbouwd. Het kreeg de Chinese aanduiding Type 001. Het schip kwam in 2012 in dienst, maar nog zonder vliegtuigen. In 2013 kwam het gewenste vliegtuigtype, de Shenyang J-15, in dienst.
Het schip is oorspronkelijk voor de Sovjetmarine gebouwd als de Riga en de romp werd op 4 december 1988 te water gelaten. In 1990 werd het schip omgedoopt tot Varyag. In 1991 besloot het Russische ministerie van Defensie de bouw stop te zetten. Het schip was op dat moment voor ongeveer 70% voltooid; onder andere de elektronica en de voortstuwing ontbraken nog. Na het uiteenvallen van de Sovjet-Unie en de daaropvolgende boedelscheiding werd het in aanbouw zijnde schip toegewezen aan de nieuwe Oekraïense marine. Die probeerde het schip halverwege de jaren negentig te verkopen en verkocht ten slotte in 1998 de romp voor 20 miljoen dollar aan een Chinees bedrijf dat beweerde er een drijvend hotel en casino in Macau van te willen maken. Een militaire bestemming werd verboden. Het schip moest uit de Zwarte Zee naar China worden versleept, waarbij een zeer spectaculaire doorvaart van de Bosporus bij Istanboel noodzakelijk was. 

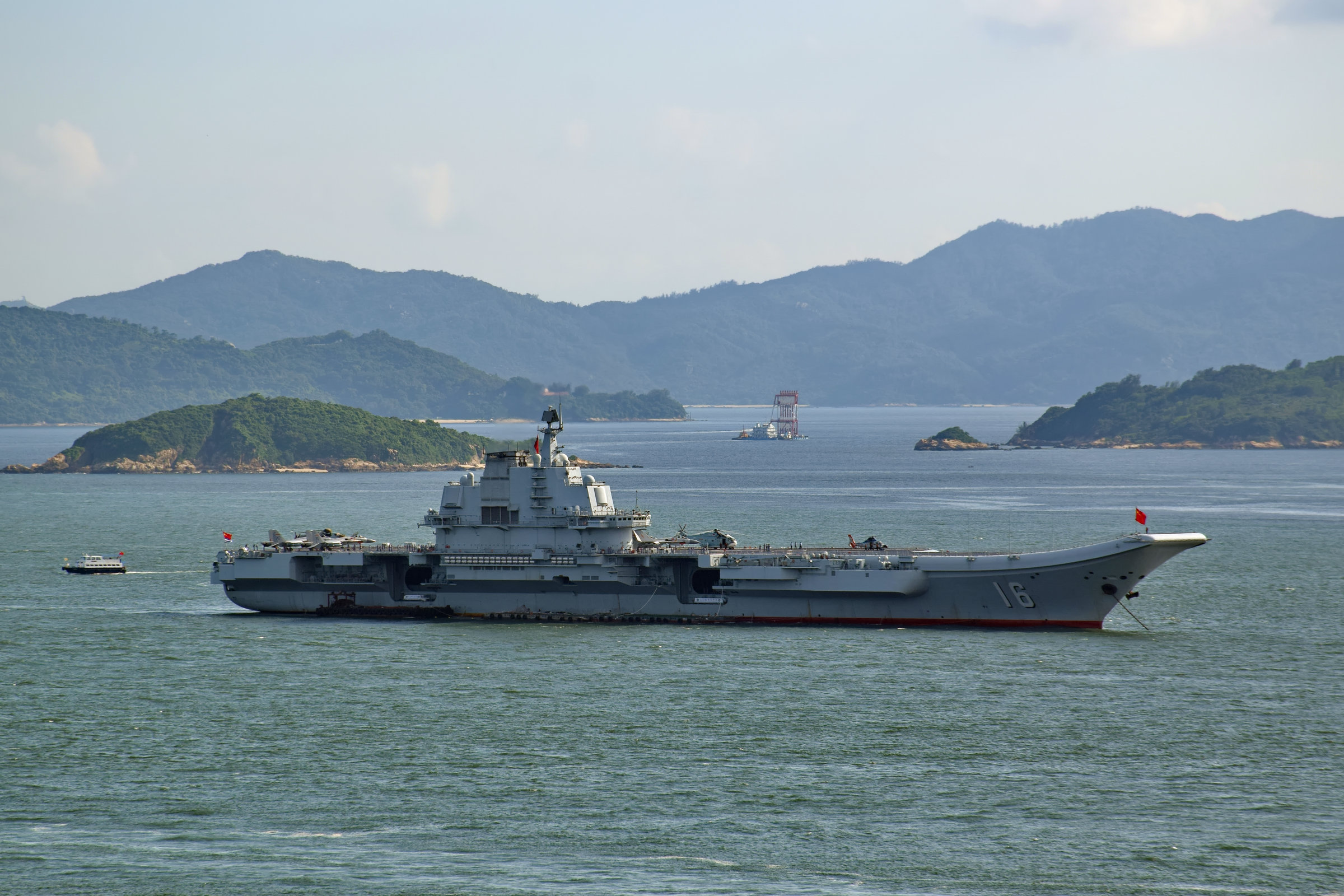
De Liaoning in 2017

Aanvankelijk gaf Turkije geen toestemming, maar nadat een bedrag van 1 miljoen dollar was afgegeven kwam de toestemming in 2001 alsnog. Omdat de beheerder van het Suezkanaal doorvaart weigerde werd het schip om Afrika gesleept. In 2002 arriveerde het bij Macau. De eigenaar had geen casinovergunning en het schip mocht niet in Macau blijven liggen. Het schip werd ten slotte afgemeerd in een droogdok in Dalian. Het transport had 7 miljoen dollar gekost.
Inmiddels was duidelijk geworden dat het hier niet zozeer om een drijvend casino ging als wel om de wens van het Chinese Volksbevrijdingsleger om over werkende vliegdekschepen te beschikken. Het schip was bedoeld om ervaring op te doen met de werking van vliegdekschepen, nadat eerdere pogingen tot reverse engineering waren mislukt. In 2005 werd de Liaoning weer te water gelaten, en in 2011 maakte het schip een eerste proefvaart. Op 25 september 2012 werd de Liaoning officieel in dienst gesteld. 
Medio 2018 is het schip terug naar de werf voor een gedeeltelijke modernisering. De brug en luchtverkeersleiding worden vernieuwd en zullen meer lijken op die van het eerste in China gebouwde vliegdekschip, Type 001A. Het geheel wordt kleiner waardoor er meer ruimte is voor vliegtuigen op het dek.

## Trivia
In Wuhan, 1000 kilometer landinwaarts, is een replica gebouwd voor trainingsdoeleinden.